# Sitticus goricus
Sitticus goricus är en spindelart som beskrevs av Vladimir I. Ovtsharenko 1978. Sitticus goricus ingår i släktet Sitticus och familjen hoppspindlar. Inga underarter finns listade i Catalogue of Life.